# Loos-en-Gohelle
Loos-en-Gohelle – miejscowość i gmina we Francji, w regionie Hauts-de-France, w departamencie Pas-de-Calais.
Według danych na rok 1990 gminę zamieszkiwało 6561 osób, a gęstość zaludnienia wynosiła 517 osób/km² (wśród 1549 gmin regionu Nord-Pas-de-Calais Loos-en-Gohelle plasuje się na 133. miejscu pod względem liczby ludności, natomiast pod względem powierzchni na miejscu 195.).